# Pascale Gruny
Pascale Gruny (ur. 18 lutego 1960 w Cambrai) – francuska polityk, posłanka krajowa, od 2009 do 2010 deputowana do Parlamentu Europejskiego, senator.

## Życiorys
W 1983 została radną Offoy, od 1989 do 1995 była zastępcą mera tej miejscowości. Od 2001 była radną Saint-Quentin. Pracowała na stanowisku dyrektora administracyjnego i finansowego.
W 2002 została zastępcą Xaviera Bertranda jako posła do Zgromadzenia Narodowego z departamentu Aisne. Gdy objął on stanowisko rządowe, 1 maja 2004 Pascale Gruny przyjęła mandat deputowanej. Sprawowała go także w XIII kadencji (również na zasadzie zastępcy posła). Odeszła z niższej izby parlamentu, gdy Xavier Bertrand w związku z wyborem na funkcję sekretarza generalnego Unii na rzecz Ruchu Ludowego zrezygnował z zasiadania w rządzie i zadeklarował zamiar powrócenia do Zgromadzenia Narodowego. Pascale Gruny pozostała jego zastępcą.
W wyborach w 2009 z listy UMP została wybrana do Parlamentu Europejskiego VII kadencji. Mandat w PE złożyła w 2010, powracając do Zgromadzenia Narodowego w miejsce Xaviera Bertranda. Zakończyła urzędowanie w 2012, w 2014 weszła natomiast w skład Senatu (reelekcja w 2020). Zasiadła w międzyczasie także w radzie departamentu Aisne.